# Liste der Kategorie-A-Bauwerke auf den Äußeren Hebriden

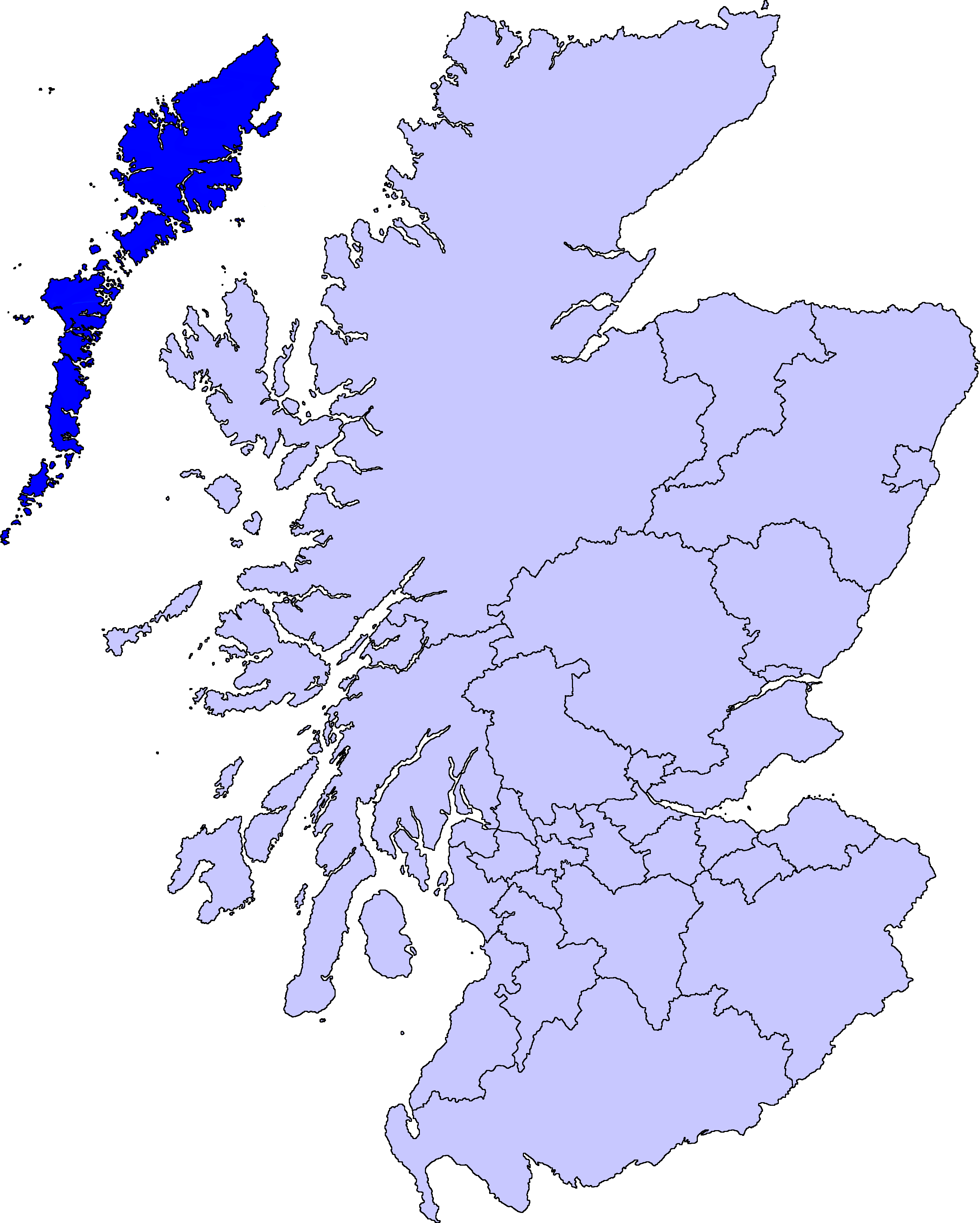
Lage der Äußeren Hebriden in Schottland

Die Liste der Kategorie-A-Gebäude auf den Äußeren Hebriden umfasst sämtliche in der Kategorie A eingetragenen Baudenkmäler in der schottischen Unitary Authority Äußere Hebriden. Die Einstufung wird anhand der Kriterien von Historic Scotland vorgenommen, wobei in die höchste Kategorie A Bauwerke von nationaler oder internationaler Bedeutung einsortiert sind. Auf den Äußeren Hebriden sind derzeit 17 Bauwerke in der Kategorie A gelistet.
| Name                             | Insel, Lage                                           | Typ          | Eintrag | Bild                                              |
| -------------------------------- | ----------------------------------------------------- | ------------ | ------- | ------------------------------------------------- |
| Butt of Lewis Lighthouse         | Lewis 58° 30′ 56,2″ N, 6° 15′ 40,2″ W                 | Leuchtturm   | 5768    | Butt of Lewis Lighthouse                          |
| Barra Head Lighthouse            | Barra Head 56° 47′ 7,7″ N, 7° 39′ 12,5″ W             | Leuchtturm   | 5893    | Barra Head Lighthouse                             |
| St Moluag’s Church               | Lewis 58° 30′ 13,3″ N, 6° 15′ 36,9″ W                 | Kirche       | 6603    | St Moluag’s Church                                |
| Amhuinnsuidhe Castle             | Lewis 57° 57′ 41,2″ N, 6° 59′ 25,9″ W                 | Herrenhaus   | 12767   | Amhuinnsuidhe Castle                              |
| St Clement’s Church              | Harris 57° 44′ 27,1″ N, 6° 57′ 47″ W                  | Kirche       | 12912   | St Clement’s Church                               |
| Eilean Glas Lighthouse           | Scalpay 57° 51′ 24,8″ N, 6° 38′ 31,4″ W               | Leuchtturm   | 13487   | Eilean Glas Lighthouse                            |
| Struan Cottage                   | North Uist 57° 38′ 20,2″ N, 7° 22′ 30,2″ W            | Cottage      | 17582   | Struan Cottage                                    |
| Ardheisker Cottage               | North Uist 57° 34′ 46,4″ N, 7° 24′ 55″ W              | Cottage      | 17585   | Ardheisker Cottage                                |
| Lews Castle                      | Lewis, Stornoway 58° 12′ 41,5″ N, 6° 23′ 39,9″ W      | Herrenhaus   | 18677   | Lews Castle                                       |
| 11 Rhughasinish                  | South Uist 57° 23′ 8″ N, 7° 17′ 55″ W                 | Cottage      | 18740   | 11 Rhughasinish                                   |
| 472b South Lochboisdale          | South Uist 57° 8′ 4,5″ N, 7° 18′ 52,8″ W              | Cottage      | 18745   | 472b South Lochboisdale                           |
| 472a South Lochboisdale          | South Uist 57° 8′ 9,3″ N, 7° 18′ 55,8″ W              | Cottage      | 18746   | 472a South Lochboisdale                           |
| Sea Gate Lodge                   | Lewis, Stornoway 58° 12′ 36,3″ N, 6° 23′ 30,5″ W      | Wohngebäude  | 19206   |                                                   |
| Friedhof der St Columba’s Church | Lewis, Aignish 58° 12′ 25,8″ N, 6° 17′ 0,2″ W         | Friedhof     | 19210   | St Columba’s Church                               |
| Mrs Johnstone’s Cottage          | South Uist, Bualadubh 57° 23′ 31,5″ N, 7° 20′ 53,2″ W | Cottage      | 19908   | Mrs Johnstone’s Cottage                           |
| Sail Loft                        | Lewis, Stornoway 58° 12′ 30,4″ N, 6° 23′ 30,5″ W      | Hafengebäude | 41735   | Sail Loft                                         |
| MacLeod’s Gunnery                | Berneray 57° 43′ 6″ N, 7° 9′ 14,7″ W                  | Gehöft       | 46108   | MacLeod’s Gunnery; im Hintergrund ein Wohngebäude |